# 群馬八幡站
群馬八幡站（日语：／ Gumma-yawata eki */?）是位於日本群馬縣高崎市八幡町的東日本旅客鐵道（JR東日本）信越本線鐵路車站。

## 車站構造
對向式月台2面2線的地面車站，有跨线桥连接。

### 月台配置
| 月台 | 路線      | 方向 | 目的地   |
| ---- | --------- | ---- | -------- |
| 1    | ■信越本線 | 上行 | 高崎方向 |
| 3    | ■信越本線 | 下行 | 橫川方向 |

（來源：JR東日本:車站構內圖 （页面存档备份，存于））

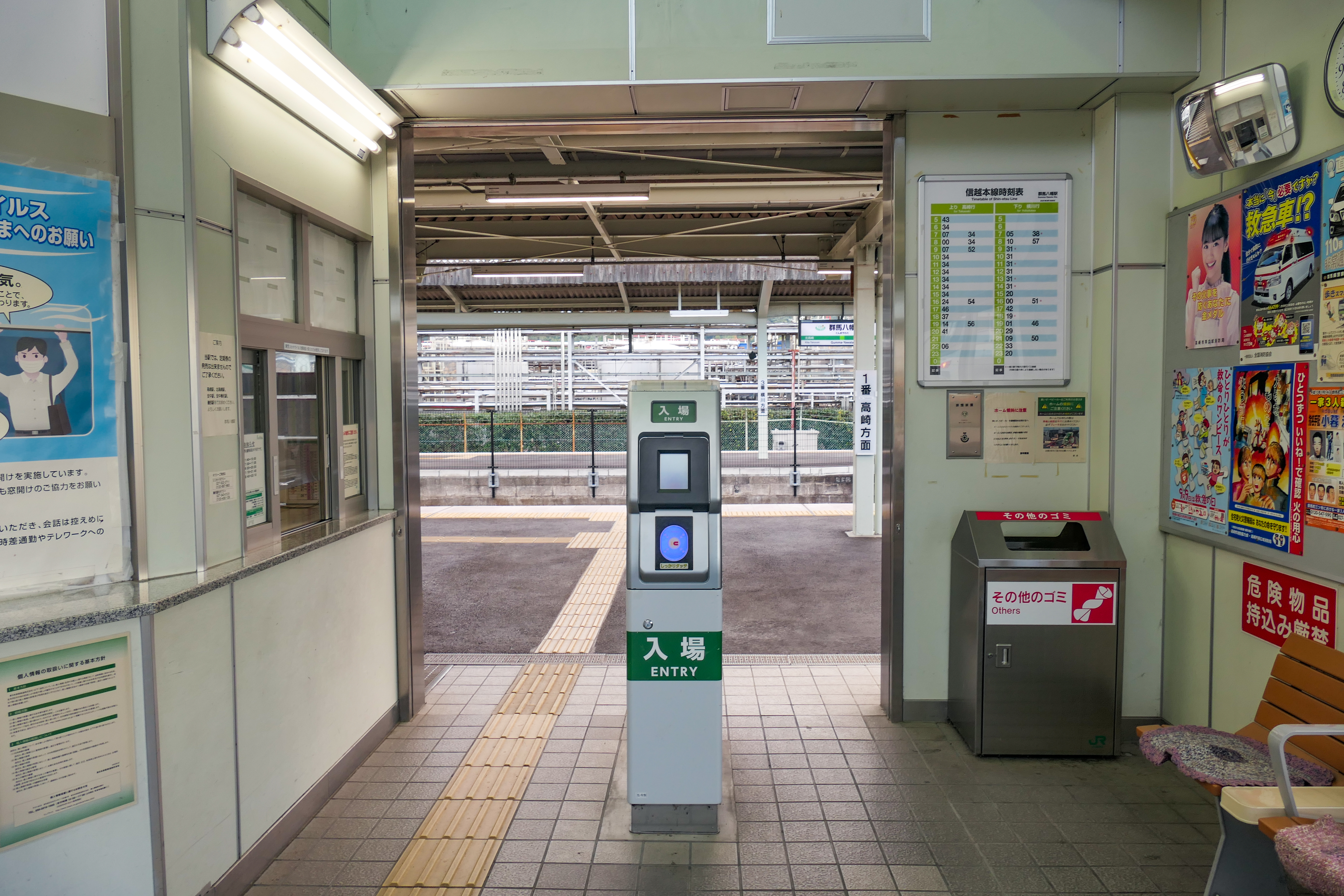
閘口（2021年10月）
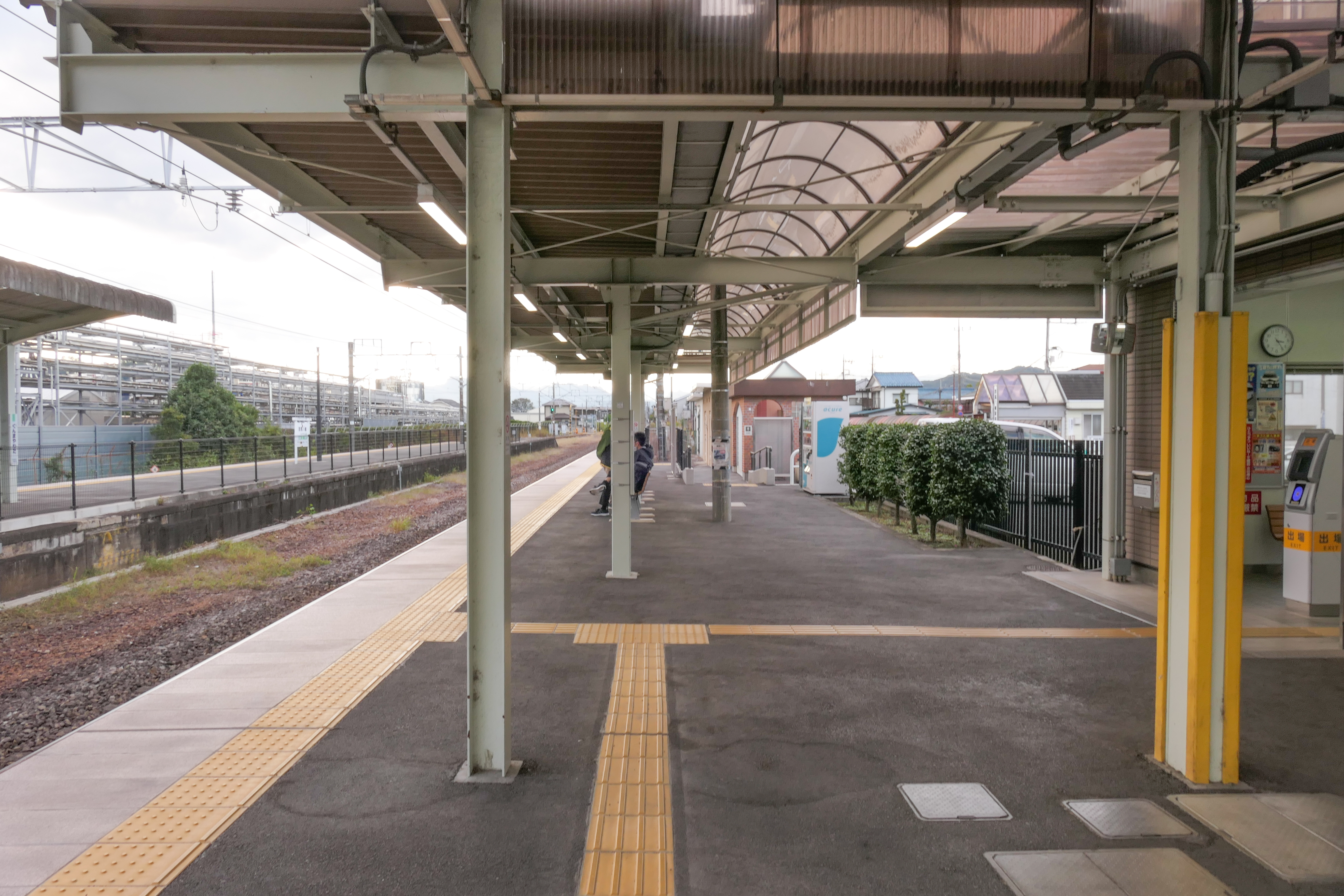
1號月台（2021年10月）
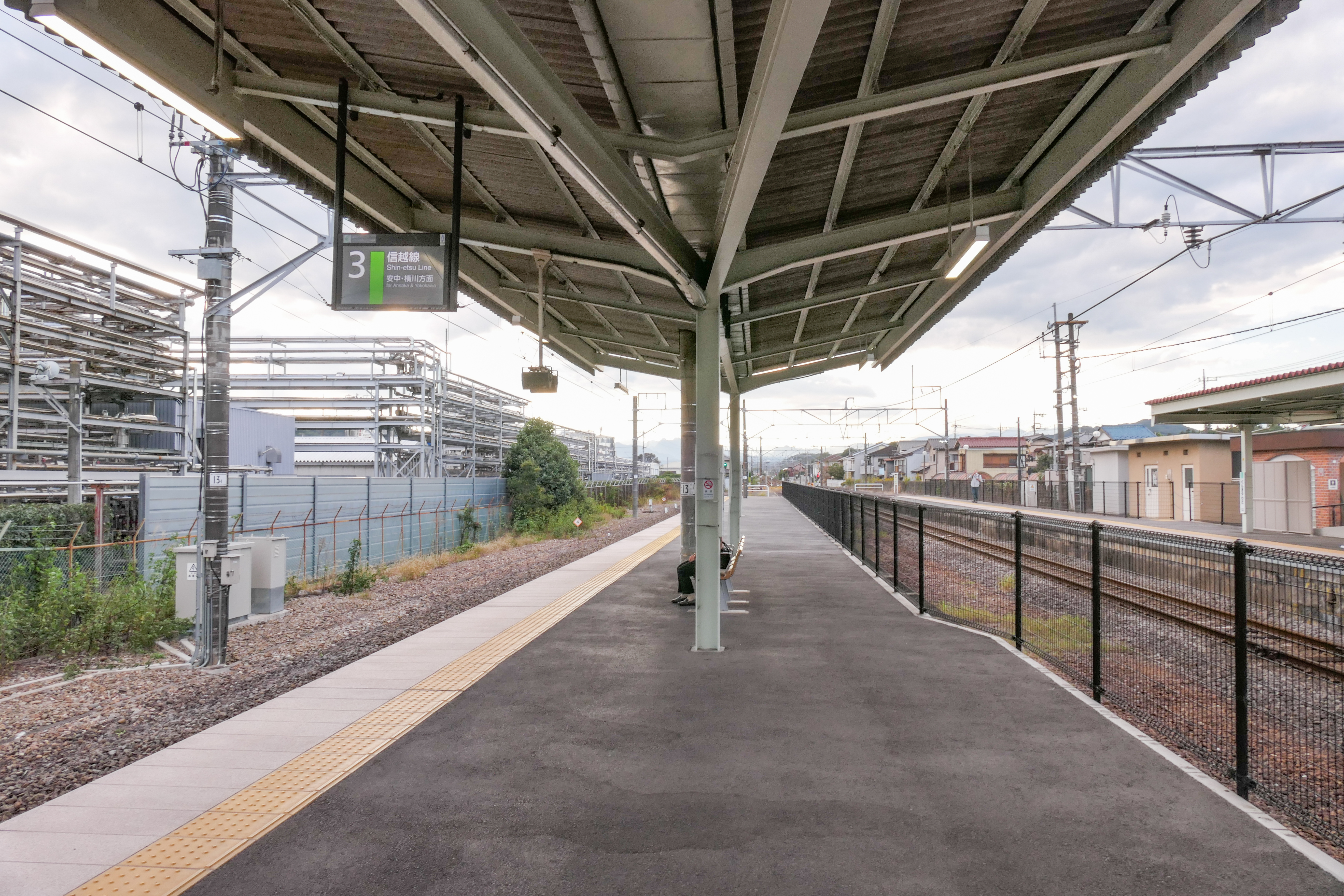
3號月台（2021年10月）

## 使用情況
根據JR東日本，2019年（令和元年）度1日平均上車人次為1,197人。此站上車人次在群馬縣內的信越線車站次於高崎站、安中站、北高崎站排行第4位。
近年的推移如下表。
| 上車人次推移       | 上車人次推移     | 上車人次推移    |
| 年度               | 1日平均 上車人次 | 來源            |
| ------------------ | ---------------- | --------------- |
| 2000年（平成12年） | 1,024            | [ 利用客数 2 ]  |
| 2001年（平成13年） | 988              | [ 利用客数 3 ]  |
| 2002年（平成14年） | 937              | [ 利用客数 4 ]  |
| 2003年（平成15年） | 936              | [ 利用客数 5 ]  |
| 2004年（平成16年） | 950              | [ 利用客数 6 ]  |
| 2005年（平成17年） | 938              | [ 利用客数 7 ]  |
| 2006年（平成18年） | 968              | [ 利用客数 8 ]  |
| 2007年（平成19年） | 970              | [ 利用客数 9 ]  |
| 2008年（平成20年） | 1,010            | [ 利用客数 10 ] |
| 2009年（平成21年） | 939              | [ 利用客数 11 ] |
| 2010年（平成22年） | 971              | [ 利用客数 12 ] |
| 2011年（平成23年） | 961              | [ 利用客数 13 ] |
| 2012年（平成24年） | 990              | [ 利用客数 14 ] |
| 2013年（平成25年） | 1,033            | [ 利用客数 15 ] |
| 2014年（平成26年） | 1,045            | [ 利用客数 16 ] |
| 2015年（平成27年） | 1,072            | [ 利用客数 17 ] |
| 2016年（平成28年） | 1,096            | [ 利用客数 18 ] |
| 2017年（平成29年） | 1,156            | [ 利用客数 19 ] |
| 2018年（平成30年） | 1,208            | [ 利用客数 20 ] |
| 2019年（令和元年） | 1,197            | [ 利用客数 21 ] |

## 車站周邊
- 高崎八幡邮政局
- 高崎市立八幡小学
- 高崎市立丰冈中学
- 碓冰川
- 观音冢古坟
- 观音冢考古资料馆
- 一里冢
- 达摩寺

## 历史
- 1924年（大正13年）10月15日：開業。
- 1987年（昭和62年）4月1日：国铁分割民营化，成为东日本旅客铁道的一个车站。
- 2004年（平成16年）3月：第2代站舍启用。
- 2009年（平成21年）3月14日：Suica开始在本站使用。

## 相鄰車站
東日本旅客鐵道
■ 信越本線
北高崎－群馬八幡－安中

### 使用情況
1. ↑  . 東日本旅客鉄道.   [2019-07-09]. （原始内容存档于2019-07-05）.
2. ↑  . 東日本旅客鉄道.   [2019-03-24]. （原始内容存档于2019-03-27）.
3. ↑  . 東日本旅客鉄道.   [2019-03-24]. （原始内容存档于2019-03-27）.
4. ↑  . 東日本旅客鉄道.   [2019-03-24]. （原始内容存档于2019-03-27）.
5. ↑  . 東日本旅客鉄道.   [2019-03-24]. （原始内容存档于2019-03-27）.
6. ↑  . 東日本旅客鉄道.   [2019-03-24]. （原始内容存档于2019-03-27）.
7. ↑  . 東日本旅客鉄道.   [2019-03-24]. （原始内容存档于2019-03-27）.
8. ↑  . 東日本旅客鉄道.   [2019-03-24]. （原始内容存档于2019-03-27）.
9. ↑  . 東日本旅客鉄道.   [2019-03-24]. （原始内容存档于2019-04-02）.
10. ↑  . 東日本旅客鉄道.   [2019-03-24]. （原始内容存档于2019-03-27）.
11. ↑  . 東日本旅客鉄道.   [2019-03-24]. （原始内容存档于2019-03-27）.
12. ↑  . 東日本旅客鉄道.   [2019-03-24]. （原始内容存档于2019-03-27）.
13. ↑  . 東日本旅客鉄道.   [2019-03-24]. （原始内容存档于2019-03-27）.
14. ↑  . 東日本旅客鉄道.   [2019-03-24]. （原始内容存档于2019-03-27）.
15. ↑  . 東日本旅客鉄道.   [2019-03-24]. （原始内容存档于2016-04-04）.
16. ↑  . 東日本旅客鉄道.   [2019-03-24]. （原始内容存档于2019-03-27）.
17. ↑  . 東日本旅客鉄道.   [2019-03-24]. （原始内容存档于2019-03-23）.
18. ↑  . 東日本旅客鉄道.   [2019-03-24]. （原始内容存档于2017-07-29）.
19. ↑  . 東日本旅客鉄道.   [2019-03-24]. （原始内容存档于2018-07-06）.
20. ↑  . 東日本旅客鉄道.   [2019-07-09]. （原始内容存档于2019-07-05）.
21. ↑  . 東日本旅客鉄道.   [2020-07-12]. （原始内容存档于2020-07-11）.

## 外部連結
- 車站資訊（群馬八幡）：東日本旅客鐵道